# あの花のように
「あの花のように」（あのはなのように）は、2008年1月23日に発売された夏川りみのシングル。 

## 概要
タイトル曲はNHK土曜ドラマ『フルスイング』の主題歌。夏川の公式ホームページでは「全ての世代の人へ向けた応援歌ともなっています」と書かれている。

## 収録曲
1. あの花のように
  - 作詞・作曲：masumi／編曲：井上鑑
2. 伝わりますか
  - 作詞・作曲：飛鳥涼／編曲：古川昌義

飛鳥涼のカバー。
3. あの花のように（Instrumental）
4. 伝わりますか（Instrumental）